# Penetrations from the Lost World
Penetrations from the Lost World — дебютний EP шведської групи Dimension Zero, виданий у 1997 році лейблом Regain Records. Запис матеріалу відбувся протягом травня 1996 року у Studio Fredman.
У 2003 році світ побачило перевидання альбому, в яке було включено 7 нових треків. Два з них були записані у листопаді 2001 року, а ще п'ять були записами з концертів, що відбулися у рамках туру групи Японією.

## Список пісень
| #  | Назва                           | Тривалість |
| -- | ------------------------------- | ---------- |
| 1. | «Through the Virgin Sky»        | 4:53       |
| 2. | «Dead Silent Shriek»            | 3:54       |
| 3. | «Forgotten... But Not Forgiven» | 3:35       |
| 4. | «Everlasting Neverness»         | 4:10       |

| Перевидання 2003 року | Перевидання 2003 року                        | Перевидання 2003 року |
| #                     | Назва                                        | Тривалість            |
| --------------------- | -------------------------------------------- | --------------------- |
| 5.                    | «Condemned»                                  | 3:02                  |
| 6.                    | «Helter Skelter» (The Beatles cover)         | 3:07                  |
| 7.                    | «Silent Night Fever» (живий виступ)          | 4:41                  |
| 8.                    | «Not Even Dead» (живий виступ)               | 4:04                  |
| 9.                    | «The Murder-Inn» (живий виступ)              | 2:58                  |
| 10.                   | «They Are Waiting to Take Us» (живий виступ) | 3:39                  |
| 11.                   | «Through the Virgin Sky» (живий виступ)      | 4:32                  |

## Список учасників
- Йоке Єтберг — вокал
- Єспер Стремблад — бас-гітара
- Гленн Юнгстрем — гітара
- Ганс Нільссон — ударні
- Даніель Антонссон — гітара[1]